# Бајрам Шабани
Бајрам Шабани (Липково, код Куманова, 14. октобар 1922 — близина Скопља, 14. октобар 1941) био је учесник Народноослободилачке борбе и народни херој Југославије.

## Биографија
Рођен је 14. октобра 1922. године у селу Липкову, код Куманова, у веома сиромашној породици. Отац му је још као дете био чувар стоке у селу. Касније се реселио са породицом у Куманово. Тамо је Бајрам радио од малих ногу да би зарадио за хлеб. Одлазио је и на село, где је чувао овце имућнијих сељака. Кад је поодрастао, радио је као пољопривредни и грађевински радник. Касније је учио поткивачки занат.
Кад је 1939. године остао без запослења, сваког јутра је с мотиком на рамену одлазио да тражи посао за тај дан. У време његове незапослености организовани људи уверавали су га да је једини излаз из сиромаштва у организованој борби радничке класе. Почео је да се занима за комунистичке идеје и убрзо је добивао задатке које је извршавао.
Након бугарске окупације већег дела Македоније, Бајрам је постао још активнији у комунистичком покрету. Тада је био примљен у чланство Комунистичке партије Југославије. Уз помоћ скојеваца и чланова Партије, Бајрам је почео да се описмењава. Ишао је по селима и залазио нарочито код албанских породица, којима је појашњавао циљеве Народноослободилачког покрета и организовао их за рад у покрету.
Кад су припреме за оружани устанак биле завршене, Бајрам је приступио партизанима. Он је 12. октобра ступио у Карадачки партизански одред, заједно са својим друговима. То су били први партизани из кумановског краја. На њих су кренуле огромне војне и полицијске снаге. Пошто је Бајрам познавао неке стазе које су водиле према Скопској Црној гори, био је у групи која се упутила у том правцу. Због јаке кише група се склонила у једну воденицу и ту заноћила. Ујутро су воденицу опколили бугарски војници, након чега је почела жестока борба. Бајрам је држао одступницу. У тренутку кад је бацио последњу бомбу, митраљески рафал му је пресекао груди и он је пао мртав.
Указом Президијума Народне скупштине ФНР Југославије број 94/51, 10. октобра 1951]. проглашен је за народног хероја.